# Catarata La Paz
La catarata La Paz (también escrito Catarata de La Paz) es una cascada en el centro de Costa Rica. Se ubica a 31 kilómetros (19 millas) al norte de Alajuela, en el distrito (#14) de Sarapiquí del cantón central de la provincia de Alajuela y se ubica entre Vara Blanca y Cinchona.

## Geografía
La cascada se encuentra justo al lado de la carretera de Alajuela que conduce a las llanuras del norte de Costa Rica. El río La Paz forma el salto de agua después de recorrer 8 kilómetros (5 millas) de terreno volcánico, y luego continúa por el bosque de la ladera oriental del volcán Poás. Un corto sendero lleva detrás de la cascada, donde un pequeño santuario ha sido establecido. Aguas arriba de la cascada están los llamados Jardines de la Catarata La Paz, un hotel y un parque, donde los visitantes pueden observar diferentes especies de la fauna local.

## Acceso
La catarata se aprecia desde la Ruta 126, la cual posee un puente en la base de esta catarata que ha sido destruido y restaurado en dos ocasiones.

## Terremoto del 2009
La cascada y sus alrededores fueron severamente afectados por el terremoto de Costa Rica de 6,1 grados el 8 de enero de 2009. Los deslizamientos de tierra causaron daños considerables a la carretera que bordea la cascada y al puente que se ubicaba frente a ella.